# Drassodes fugax
Drassodes fugax es una especie de araña araneomorfa del género Drassodes, familia Gnaphosidae. La especie fue descrita científicamente por Simon en 1878.
El prosoma de la hembra mide 4 milímetros de longitud. La longitud del cuerpo de la hembra es de 7-8 milímetros. La especie se distribuye por Portugal, España, Francia, Italia, Asia Central y China.